# 帕乔拉
帕乔拉（Pachora），是印度马哈拉施特拉邦Jalgaon县的一个城镇。总人口45347（2001年）。

## 人口
该地2001年总人口45347人，其中男性23507人，女性21840人；0—6岁人口5818人，其中男3093人，女2725人；识字率68.81%，其中男性为76.05%，女性为61.02%。